# Kallukuttam
Kallukuttam es una ciudad y nagar Panchayat situada en el distrito de Kanyakumari en el estado de Tamil Nadu (India). Su población es de 19093 habitantes (2011). Se encuentra a 41 km de Thiruvananthapuram y a 77 km de Tirunelveli. 

## Demografía
Según el censo de 2011 la población de Kallukuttam era de 19093 habitantes, de los cuales 9440 eran hombres y 9653 eran mujeres. Kallukuttam tiene una tasa media de alfabetización del 93,71%, superior a la media estatal del 80,09%: la alfabetización masculina es del 94,66%, y la alfabetización femenina del 92,78%.